# Risholmen
Ne doit pas être confondu avec Risholmen (Lindås) ou Risholmen (Alver).
Risholmen est une île norvégienne du comté de Hordaland appartenant administrativement à Stord.

## Description
Rocheuse et couverte d'une petite forêt, elle s'étend sur environ 110 m de longueur pour une largeur approximative de 70 m. 